# Agelena howelli
Agelena howelli là một loài nhện trong họ Agelenidae.
Loài này thuộc chi Agelena. Agelena howelli được Pierre L. G. Benoit miêu tả năm 1978.